# Maisse
Maisse és un municipi francès, situat al departament de l'Essonne i a la regió de Illa de França. L'any 2007 tenia 2.805 habitants.
Forma part del cantó de Mennecy, del districte d'Évry i de la Comunitat de comunes des 2 Vallées.

## Demografia

### Població
El 2007 la població de fet de Maisse era de 2.805 persones. Hi havia 1.061 famílies, de les quals 256 eren unipersonals (94 homes vivint sols i 162 dones vivint soles), 323 parelles sense fills, 400 parelles amb fills i 82 famílies monoparentals amb fills.
La població ha evolucionat segons el següent gràfic:
Habitants censats

### Habitatges
El 2007 hi havia 1.232 habitatges, 1.096 eren l'habitatge principal de la família, 60 eren segones residències i 76 estaven desocupats. 1.031 eren cases i 190 eren apartaments. Dels 1.096 habitatges principals, 859 estaven ocupats pels seus propietaris, 206 estaven llogats i ocupats pels llogaters i 31 estaven cedits a títol gratuït; 39 tenien una cambra, 103 en tenien dues, 202 en tenien tres, 278 en tenien quatre i 473 en tenien cinc o més. 792 habitatges disposaven pel capbaix d'una plaça de pàrquing. A 505 habitatges hi havia un automòbil i a 475 n'hi havia dos o més.

### Piràmide de població
La piràmide de població per edats i sexe el 2009 era:
| Homes | Edats   | Dones |
| ----- | ------- | ----- |
| 0     | 95 o +  | 16    |
| 4     | 90 a 94 | 12    |
| 36    | 85 a 89 | 32    |
| 0     | 80 a 84 | 28    |
| 16    | 75 a 79 | 44    |
| 36    | 70 a 74 | 52    |
| 64    | 65 a 69 | 64    |
| 64    | 60 a 64 | 24    |
| 80    | 55 a 59 | 68    |
| 48    | 50 a 54 | 76    |
| 148   | 45 a 49 | 116   |
| 92    | 40 a 44 | 128   |
| 144   | 35 a 39 | 100   |
| 104   | 30 a 34 | 112   |
| 60    | 25 a 29 | 60    |
| 72    | 20 a 24 | 72    |
| 80    | 15 a 19 | 132   |
| 84    | 10 a 14 | 116   |
| 84    | 5 a 9   | 96    |
| 64    | 0 a 4   | 84    |

## Economia
El 2007 la població en edat de treballar era de 1.867 persones, 1.425 eren actives i 442 eren inactives. De les 1.425 persones actives 1.300 estaven ocupades (694 homes i 606 dones) i 124 estaven aturades (64 homes i 60 dones). De les 442 persones inactives 154 estaven jubilades, 168 estaven estudiant i 120 estaven classificades com a «altres inactius».

### Ingressos
El 2009 a Maisse hi havia 1.049 unitats fiscals que integraven 2.614 persones, la mediana anual d'ingressos fiscals per persona era de 21.066 €.

### Activitats econòmiques
Dels 133 establiments que hi havia el 2007, 4 eren d'empreses extractives, 2 d'empreses alimentàries, 1 d'una empresa de fabricació de material elèctric, 6 d'empreses de fabricació d'altres productes industrials, 21 d'empreses de construcció, 27 d'empreses de comerç i reparació d'automòbils, 5 d'empreses de transport, 8 d'empreses d'hostatgeria i restauració, 2 d'empreses d'informació i comunicació, 8 d'empreses financeres, 8 d'empreses immobiliàries, 13 d'empreses de serveis, 20 d'entitats de l'administració pública i 8 d'empreses classificades com a «altres activitats de serveis».
Dels 34 establiments de servei als particulars que hi havia el 2009, 1 era una oficina de correu, 3 oficines bancàries, 3 tallers de reparació d'automòbils i de material agrícola, 3 paletes, 5 guixaires pintors, 1 fusteria, 2 lampisteries, 5 electricistes, 1 empresa de construcció, 2 perruqueries, 3 restaurants, 3 agències immobiliàries, 1 tintoreria i 1 saló de bellesa.
Dels 7 establiments comercials que hi havia el 2009, 1 era un hipermercat, 2 fleques, 1 una fleca, 2 llibreries i 1 una joieria.
L'any 2000 a Maisse hi havia 15 explotacions agrícoles que ocupaven un total de 1.620 hectàrees.

## Equipaments sanitaris i escolars
L'únic equipament sanitari que hi havia el 2009 era una farmàcia.
El 2009 hi havia 1 escola maternal i 1 escola elemental.

## Poblacions més properes
El següent diagrama mostra les poblacions més properes.